# Wilhelm Beier (Unternehmer)
Wilhelm Beier (* 21. April 1956) ist ein deutscher Unternehmer und Inhaber des Pharmaunternehmens Dermapharm.

## Werdegang
Beier wuchs in Bad Münstereifel auf und begann seine Karriere als Außendienstmitarbeiter von Ratiopharm. Er wechselte Ende der 1980er Jahre zu Centrafarm (später „Dorsch“) und als der Konzern sein Deutschlandgeschäft aufgab, brachte Beier ehemalige Dorsch-Produkte in die Firma Dermapharm ein, die die Berliner Fabrikantin Bettina Strohscheer-Mies zuvor gegründet hatte. Beier kaufte nach Einschätzung von Patrick Hollstein in der Folgezeit die Rechte an Medikamenten, die Hollstein als „Altoriginale“ bezeichnete, für die keiner mehr Verwendung hatte und die zeitnah ihre Kosten wieder einspielten. 1988 gründete Beier OEM, ein Werk, das Metallschneiden für Garten- und Landwirtschaftsgeräte vertreibt.
2018 brachte Beier einen Minderheitsanteil von Dermapharm an die Börse und erlöste etwa 307 Millionen Euro.